# The Onyx Hotel Tour
The Onyx Hotel Tour è stato il quarto tour di concerti della cantautrice statunitense Britney Spears, a supporto del suo quarto album in studio, In the Zone.
Il tour era stato annunciato nel dicembre del 2003. Il palco, ispirato ai musical di Broadway, era meno elaborato di quelli dei suoi tour precedenti. La scaletta era composta principalmente dalle canzoni di In the Zone, più i successi passati riarrangiati con elementi di jazz, blues e percussioni latine.
Il tour era diviso in sei atti più un encore: Check-In, Mystic Lounge, Mystic Garden, The Onyx Zone, Security Cameras, Club e Check-Out, cioè l'encore. Check-In mostrava le esibizioni con una scenografia da hotel. Mystic Lounge comprendeva un omaggio a Cabaret ed altri musical. Mystic Garden si ispirava alla giungla. The Onyx Zone proponeva acrobati. Security Cameras era la parte più spinta dello show, in cui la Spears e i suoi ballerini simulavano diverse pratiche sessuali. Club comprendeva le esibizioni con influenze urban. Prima dell'encore c'era un intermezzo che simulava un malfunzionamento di sistema. Il tour ha avuto recensioni contrastanti da parte della critica, che lo ha elogiato per essere uno show piacevole mentre lo ha criticato per prestare più attenzione alla teatralità che alla musica.

## Storia

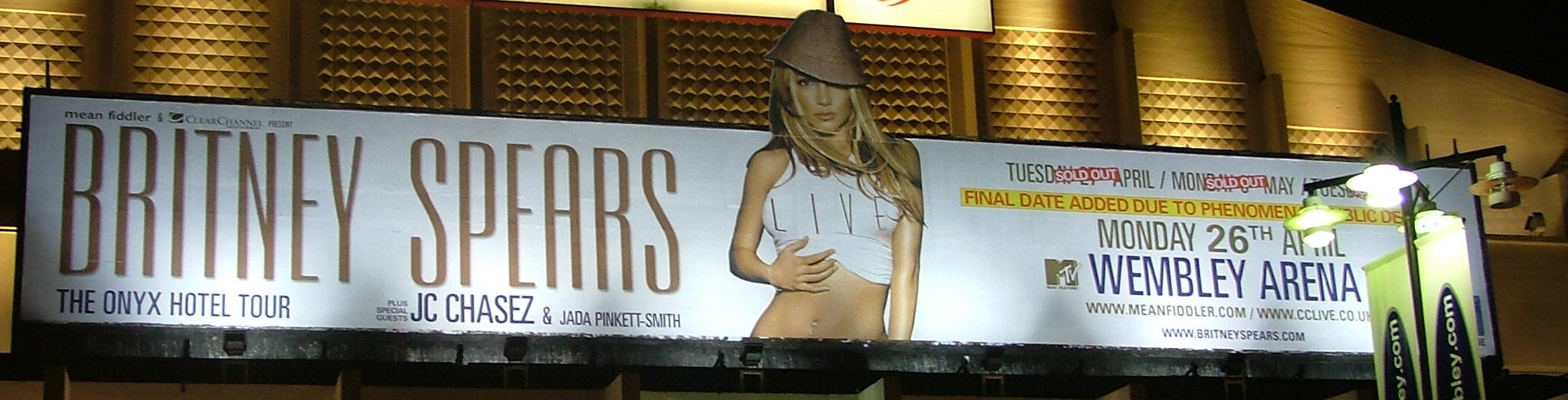
Poster promozionale del tour

Il 2 dicembre 2003 la Spears annunciò tramite il suo sito ufficiale una serie di concerti in America a supporto di In the Zone. Il tour avrebbe dovuto iniziare il 2 marzo a San Diego, al iPayOne Center.
Successivamente la Spears dichiarò di voler estendere il tour anche all'Europa. Il 12 gennaio 2004 furono annunciate quattro date a Glasgow, Manchester, Londra e Birmingham. Dopo l'inizio della parte nordamericana, la Spears annunciò una parte estiva negli Stati Uniti per giugno ed una europea (dal 27 aprile a Londra al 5 giugno al Rock in Rio).
L'"Onyx Hotel Tour" doveva inizialmente chiamarsi "In the Zone Tour" ma il 17 febbraio 2004 un'azienda di abbigliamento di San Diego, chiamata allo stesso modo, citò in giudizio la Spears per 10 milioni di dollari e le vietò di usare il proprio marchio. Il 17 maggio 2004 aprì a Boston un hotel chiamato Onyx Hotel.

## Sinossi
Lo show inizia con il Master of Ceremonies che dà il benvenuto al pubblico nell'Onyx Hotel. Poi prende un'onice e la scaglia contro uno degli schermi del palco, provocando la caduta di un lampadario virtuale. Quando l'uomo sparisce, Britney Spears entra in scena indossando una tuta nera e, a bordo di uno stravagante pulmino, esegue Toxic insieme ai ballerini. In seguito scende dal pulmino ed esegue Overprotected, seguita da Boys. Quest'ultima viene eseguita con dei carrelli per i bagagli tipici di un hotel. Il primo atto termina con Showdown.
Il secondo atto inizia con un video dove Britney chiede ad una donna vestita in stile anni 1930 se può entrare in un locale chiamato Mystic Lounge. Al termine del video, la cantante torna in scena vestita in stile cabaret ed esegue delle versioni jazz di ...Baby One More Time e Oops!... I Did It Again, quest'ultima eseguita con un microfono d'epoca. In seguito viene eseguita una nuova versione di (You Drive Me) Crazy, che comprende anche l'uso di percussioni latinoamericane.
Il terzo atto inizia con un video che mostra l'artista in un grande giardino. La Spears torna in scena con un abito multicolore e, suonando un pianoforte ricoperto di foglie, esegue Everytime. Successivamente anche i ballerini si uniscono a lei per eseguire The Hook Up e una versione in stile giungla di I'm a Slave 4 U. Durante queste ultime due, ricompare sul palco il pulmino usato all'inizio.
Il quarto atto comprende una parodia dei vari show televisivi sui fantasmi, nella quale il Master of Ceremonies avverte il pubblico dell'imminente entrata nella "Onyx Zone", e la performance di Shadow dove la cantante si solleva in aria tramite dei tessuti aerei insieme ai ballerini che fanno acrobazie.
Il quinto atto si apre con Touch Of My Hand, durante la quale Britney sta dentro una vasca trasparente con indosso un abito ricoperto di diamanti, simile a quello del video di Toxic. Intanto i ballerini eseguono pose erotiche su dei letti. La cantante si cambia poi l'abito ed esegue Breathe On Me mentre simula un atto sessuale insieme a vari ballerini, tra cui una coppia gay e una lesbo. Chiude questo atto Outrageous, eseguita con dei cappotti neri.
Il sesto atto comprende un'esibizione di I Got That (Boom Boom) in abiti da strada, al termine della quale l'artista presenta i ballerini.
L'encore inizia con una voce femminile che annuncia un malfunzionamento del sistema. In seguito la cantante torna in scena un'ultima volta, vestita di rosso, ed esegue Me Against the Music, al termine della quale una pioggia di coriandoli cala sul pubblico e lo show si conclude.

## Sviluppo

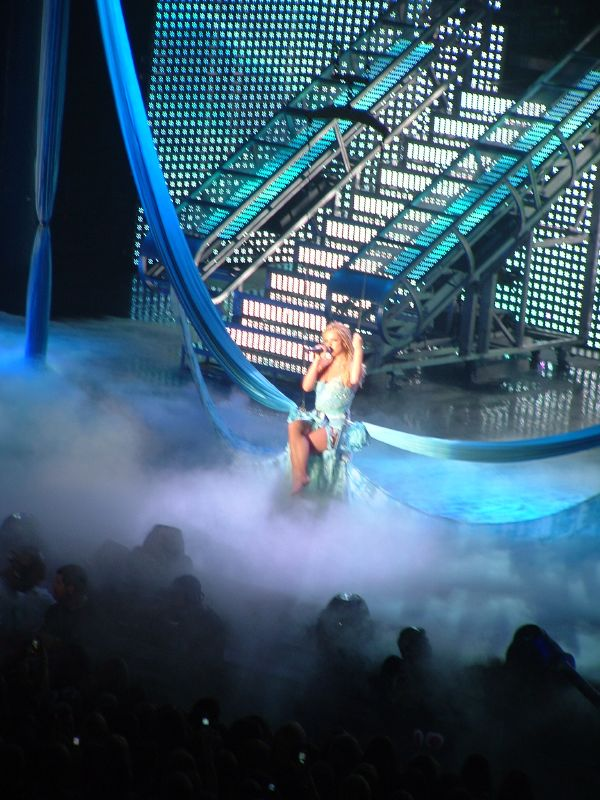
Britney Spears canta Shadow in concerto.

Lo show era principalmente ispirato dai musical di Broadway, e in particolare da "Grand Hotel", che era stato diretto da Tommy Tune e rappresentava un giorno qualunque nella vita di un Grand Hotel a Berlino, nel 1928. La Spears affermò che il tema dell'hotel venne dal fatto che aveva viaggiato molto, e lo ha fuso col concetto della pietra onice. Sul tour fu detto: "è un misterioso hotel sormontato da una pietra onice, in cui i clienti che entrano si riflettono e fanno avverare le proprie fantasie. È un luogo vibrante, stravagante, dove vengono realizzati meravigliosi desideri, e rivelati i più oscuri segreti". La Spears ha anche detto: "Mi piacerebbe che il pubblico esca dallo stadio avendo la sensazione di aver vissuto l'esperienza più magica della sua vita. La pietra onice è un simbolo di ciò che mi guida nella mia vita, come se ci fosse un grande progetto per tutto, e c'è qualcosa che ti guida dove devi andare, da un punto A ad un punto B".
Kevin Tancharoen fu scelto come direttore del tour. Riguardo al suo sviluppo ha detto: "Avendo io fatto una serie di film d'amore, volevo renderlo simile ad un film. È come se Joel Schumacher incontra Tim Burton". Il palco era più piccolo del tour precedente della Spears, il Dream Within a Dream Tour, senza rampe estese sul pubblico, per tenere lo show più fedele al tema dei teatri newyorkesi. C'erano tre schermi video sopra al palco, più diversi schermi video LED a forma di colonna. La scaletta era principalmente composta da canzoni di In the Zone. Altre canzoni incluse erano Boys, I'm a Slave 4 U e Overprotected dell'album Britney. Furono anche incluse tre delle sue canzoni più vecchie, ...Baby One More Time, (You Drive Me) Crazy e Oops!... I Did It Again, riarrangiate con elementi jazz e blues.
Il promotore del tour, Clear Channel Entertainment, lo commercializzò a una fascia d'età completamente diversa da quelle dei tour precedenti della Spears, cambiando da famiglie e bambini in un pubblico più adulto. Il tour fu anche pubblicizzato su diverse stazioni radio e show televisivi per il tipo di pubblico selezionato, show come The O.C.. MTV fu scelta come sponsor, con pubblicità sui biglietti e promozioni interattive sul sito ufficiale, come download esclusivi, video in streaming e biglietti. Furono inoltre dedicati al backstage del concerto tre episodi di Total Request Live.
L'unica data italiana fu quella del 19 maggio a Milano al Filaforum di Assago.\

## Recensioni

### Responso della critica
Gene Stout del Seattle Post-Intelligencer ha chiamato il tour "una palpitante stravaganza di effetti speciali". La versione britannica di MTV ha sottolineato le somiglianze con i primi tour di Madonna, come il Girlie Show Tour, e ha aggiunto che "[il concerto] è uno spettacolo teatrale, completo di ballerini sexy, costumi sfarzosi e gli stravaganti e sofisticati elementi del set". Bill Dean del Ledger riportò che il tour era "molto sdolcinato e saturo di sesso". Ha anche aggiunto: "La sua presenza rimane accattivante. [...] Forse anche incoscientemente, l'Onyx tour potrebbe avere un ruolo più significativo con un futuro a Broadway o in un musical". Neil Strauss del New York Times ha affermato: "il suo show era più uno spettacolo teatrale o di ballo che un vero concerto, con le scenografie in parte uguali al "Cirque de Soleil" e la ridisegnata Times Square. [...] A volte sembra più un tributo di Las Vegas alla signorina Spears che un concerto della signorina stessa".
Pamela Sitt del Seattle Times ha detto che "era pieno di teatralità ma scarso di sostanza, virando all'impazzata dal burlesque al mondo delle fiabe". Doug Elfman del Las Vegas Review-Journal affermò che il tour "è uno sfuocato calibro di falsa sessualità, canzoni orribili, coreografie banali e temi sfocati, con meno ambizioni di un gatto che si siede e si lecca per tutto il giorno".

### Successo commerciale
I biglietti furono venduti più lentamente dei tour precedenti. Questo fu attribuito al cambio di pubblico, che tende ad essere "un cliente dell'ultimo momento". Un mese prima dell'inizio del tour, sette date avevano il tutto esaurito, incluse Fresno e Toronto. I gadget del tour portarono 4 milioni di dollari solo per la parte in Nord America, con una media compresa tra 150,000 e 170,000 dollari per notte. Questo rese la Spears l'artista donna con le più grosse vendite di gadget da quando ha iniziato i suoi tour nel 1999, con un guadagno totale di più di 30 milioni di dollari. Il 16 luglio 2004, divenne l'ottavo tour della prima metà del 2004 in termini di vendite, arrivando a 19 milioni. In totale il tour ha guadagnato 34 milioni di dollari.

## Passaggi in TV

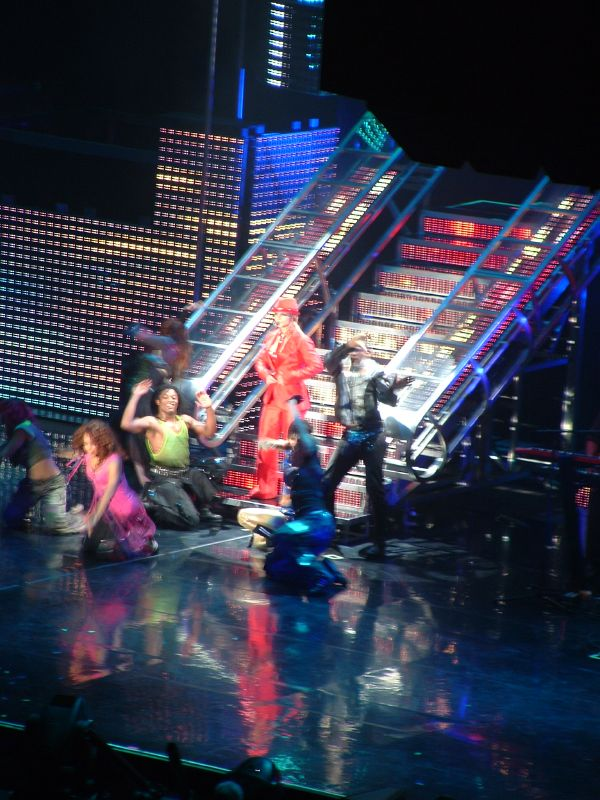
La Spears durante l'esibizione di Me Against the Music

Il 12 gennaio 2004, fu annunciato che l'emittente Showtime avrebbe trasmesso dal vivo lo show di Miami all'American Airlines Arena. Fu girato un video promozionale e fatto un servizio fotografico, in cui i capelli della Spears erano acconciati negli stili degli anni '20 e '30. Inoltre indossava un vestito dello stilista Roberto Cavalli, che fu poi messo all'asta su eBay; i proventi furono destinati alla Britney Spears Foundation. il 13 aprile 2004, fu riportata da MTV la notizia che la Spears aveva in programma un reality show intitolato "OnTourage" per documentare il backstage della leg europea del tour, in un modo simile al documentario di Madonna, Truth or Dare. Invece fu tutto cancellato insieme alla fine del tour, ed il materiale registrato fu utilizzato per il reality show Britney & Kevin: Chaotic.
La tappa al Rock in Rio fu trasmessa dal vivo da SIC Radical e nell'Ottobre 2009 ne fu realizzato un DVD dal titolo "Onyx Hotel - Live In Lisbon 2004".. Nel Gennaio 2013, la tappa di Miami è stata pubblicata in DVD e CD con il titolo "Live In Miami".

## L'incidente di Moline
Il 18 marzo 2004, durante lo show di Moline, nell'Illinois, al "The MARK of the Quad Cities", la Spears cadde durante l'esibizione di (I Got That) Boom Boom, ferendosi al ginocchio. Lasciò il palco e ritornò poco dopo indossando una benda, scusandosi col pubblico per non poter eseguire il bis. Un medico esaminò il ginocchio della Spears e confermò che non era da collegare alla precedente ferita al ginocchio del 1999 durante le prova di danza. Le tappe di Chicago e Detroit furono cancellate, ma entrambe furono riprogrammate alla fine della parte di tour, in aprile.

## Cancellazione e querela
L'8 giugno 2004, mentre la Spears stava girando il video per il singolo Outrageous a Manhattan, inciampò e cadde, ferendosi nuovamente al ginocchio, ma in modo più grave della volta precedente: fu portata immediatamente all'ospedale locale, dove i dottori eseguirono una risonanza magnetica e trovarono cartilagine staccata. Il giorno seguente la Spears subì un intervento di chirurgia artroscopica. Fu obbligata a tenere per sei settimane il gesso, e in seguito a fare da otto a venti settimane di riabilitazione: questo causò la cancellazione di tutte le tappe successive del concerto. La Jive Records pubblicò un comunicato in cui affermava che la Spears sarebbe tornata in quelle città in un altro momento.
Il 4 febbraio 2005 la Spears fece causa ad otto compagnie assicurative che le avevano negato un rimborso di 9,8 milioni di dollari. Gli assicuratori sostenevano che la Spears non li aveva informati del suo infortunio del 1999. L'avvocato Jonathan Stoler, che difendeva la Spears nel caso, disse: "Sono le stesse compagnie che si sono già accordate con lei per diversi tour ed erano informate del precedente infortunio. La presunta omissione era legata alla domanda posta alla signorina Spears se nei precedenti cinque anni avesse subito qualsiasi tipo di intervento chirurgico. Lei, in tutti i casi precedenti, aveva risposto "sì", ma quando ha firmato la polizza in questione ha risposto "no". Non sono passati cinque anni completi, ma quattro anni e undici mesi dall'intervento del 1999, e anche se avesse risposto in modo affermativo, la nostra opinione è che non sarebbe cambiato nulla".

## Scaletta
1. Toxic
2. Overprotected (Darkchild Remix)
3. Boys (The Co-Ed Remix)
4. Showdown
5. Mystic Lounge (Interlude)
6. ...Baby One More Time
7. Oops!...I Did It Again
8. (You Drive Me) Crazy
9. Mystic Garden (Interlude)
10. Everytime
11. The Hook Up
12. I'm a Slave 4 U
13. The Onyx Zone (Interlude)
14. Shadow
15. Heaven (Dancers Interlude)
16. Security Camers (Video Interlude)
17. Touch of My Hand
18. Sex (Dancers Performance Interlude)
19. Breathe on Me
20. Outrageous
21. Club (Performance Interlude)
22. (I Got That) Boom Boom
23. System Malfunction (Video Interlude)
24. Me Against the Music (Richi Rich's Desi Kulcha Remix)

### Variazioni
- Nella data di Lisbona del 5 giugno 2004 al Rock in Rio Lisboa i brani Oops!... I Did It Again e Touch of My Hand non vennero eseguiti.

## Artisti d'apertura
- Kelis in Nord America[31]
- Skye Sweetnam in Nord America[32]
- JC Chasez in Europa[33]
- Wicked Wisdom in Europa[34]

## Date
| Data           | Città                | Stato        | Luogo                                     | Biglietti venduti / Biglietti disponibili | Incasso      |
| Nord America   | Nord America         | Nord America | Nord America                              | Nord America                              | Nord America |
| -------------- | -------------------- | ------------ | ----------------------------------------- | ----------------------------------------- | ------------ |
| 2 marzo 2004   | San Diego            | Stati Uniti  | San Diego Sports Arena                    | 11.578 / 14.391                           | $666.015     |
| 3 marzo 2004   | Glendale             | Stati Uniti  | Glendale Arena                            | 13.143 / 13.718                           | $786.473     |
| 5 marzo 2004   | Fresno               | Stati Uniti  | Save Mart Center                          | 12.710 / 12.710                           | $778.577     |
| 6 marzo 2004   | Las Vegas            | Stati Uniti  | MGM Grand Garden Arena                    | 13.297 / 13.297                           | $1.075.105   |
| 8 marzo 2004   | Los Angeles          | Stati Uniti  | Staples Center                            | 15.059 / 15.171                           | $1.060.057   |
| 9 marzo 2004   | Oakland              | Stati Uniti  | The Arena in Oakland                      | 11.659 / 11.659                           | $823.963     |
| 11 marzo 2004  | Portland             | Stati Uniti  | Rose Garden                               | 7.781 / 11.562                            | $509.675     |
| 12 marzo 2004  | Seattle              | Stati Uniti  | KeyArena                                  | 10.426 / 10.898                           | $650.208     |
| 15 marzo 2004  | Denver               | Stati Uniti  | Pepsi Center                              | 11.439 / 15.700                           | $639.682     |
| 17 marzo 2004  | Omaha                | Stati Uniti  | Qwest Center Omaha                        | 11.871 / 13.567                           | $626.871     |
| 18 marzo 2004  | Moline               | Stati Uniti  | The MARK of the Quad Cities               | 8.697 / 10.463                            | $516.694     |
| 23 marzo 2004  | Atlanta              | Stati Uniti  | Philips Arena                             | 12.456 / 14.144                           | $793.814     |
| 24 marzo 2004  | Columbia             | Stati Uniti  | Colonial Center                           | 12.737 / 12.737                           | $715.683     |
| 25 marzo 2004  | Jacksonville         | Stati Uniti  | Veterans Memorial Arena                   | 11.227 / 11.227                           | $704.961     |
| 28 marzo 2004  | Miami                | Stati Uniti  | American Airlines Arena                   | 12.880 / 12.880                           | $826.543     |
| 29 marzo 2004  | Orlando              | Stati Uniti  | TD Waterhouse Centre                      | 10.189 / 10.189                           | $658.295     |
| 31 marzo 2004  | Filadelfia           | Stati Uniti  | Wachovia Center                           | 15.400 / 15.400                           | $1.002.316   |
| 3 aprile 2004  | Toronto              | Canada       | Air Canada Centre                         | 16.409 / 16.409                           | $993.010     |
| 4 aprile 2004  | Montréal             | Canada       | Bell Centre                               | 12.942 / 12.942                           | $857.003     |
| 6 aprile 2004  | Manchester           | Stati Uniti  | Verizon Wireless Arena                    | 9.141 / 9.270                             | $602.643     |
| 8 aprile 2004  | Providence           | Stati Uniti  | Dunkin' Donuts Center                     | 10.628 / 10.762                           | $668.506     |
| 9 aprile 2004  | Trenton              | Stati Uniti  | Sovereign Bank Arena                      | 7.411 / 7.411                             | $528.784     |
| 10 aprile 2004 | East Rutherford      | Stati Uniti  | Continental Airlines Arena                | 17.000 / 17.219                           | $959.306     |
| 13 aprile 2004 | Rosemont             | Stati Uniti  | Allstate Arena                            | 13.383 / 14.882                           | $866.678     |
| 14 aprile 2004 | Auburn Hills         | Stati Uniti  | The Palace of Auburn Hills                | 13.059 / 13.998                           | $730.045     |
| Europa         |                      |              |                                           |                                           |              |
| 26 aprile 2004 | Londra               | Regno Unito  | Wembley Arena                             | 41.823 / 43.840                           | $2.179.820   |
| 27 aprile 2004 | Londra               | Regno Unito  | Wembley Arena                             | 41.823 / 43.840                           | $2.179.820   |
| 29 aprile 2004 | Glasgow              | Regno Unito  | Scottish Exhibition and Conference Centre | 17.617 / 18.202                           | $898.390     |
| 30 aprile 2004 | Glasgow              | Regno Unito  | Scottish Exhibition and Conference Centre | 17.617 / 18.202                           | $898.390     |
| 1º maggio 2004 | Manchester           | Regno Unito  | Manchester Evening News Arena             | 14.272 / 14.446                           | $747.751     |
| 3 maggio 2004  | Londra               | Regno Unito  | Wembley Arena                             | [ 36 ]                                    | [ 36 ]       |
| 4 maggio 2004  | Londra               | Regno Unito  | Wembley Arena                             | [ 36 ]                                    | [ 36 ]       |
| 5 maggio 2004  | Birmingham           | Regno Unito  | National Indoor Arena                     | 12.404 / 12.404                           | $643.581     |
| 7 maggio 2004  | Rotterdam            | Paesi Bassi  | Ahoy Rotterdam                            | 9.500 / 9.500                             | $498.778     |
| 9 maggio 2004  | Copenaghen           | Danimarca    | Forum Copenaghen                          | 10.891 / 10.891                           | $443.974     |
| 10 maggio 2004 | Oslo                 | Norvegia     | Oslo Spektrum                             | 8.974 / 8.974                             | $491.138     |
| 11 maggio 2004 | Stoccolma            | Svezia       | Stockholm Globe Arena                     | 13.635 / 14.045                           | $686.102     |
| 14 maggio 2004 | Francoforte sul Meno | Germania     | Festhalle Frankfurt                       | 8.359 / 9.000                             | $393.628     |
| 15 maggio 2004 | Amburgo              | Germania     | Color Line Arena                          | 8.215 / 9.000                             | $414.028     |
| 16 maggio 2004 | Berlino              | Germania     | Velodrom                                  | 12.000 / 12.000                           | $647.280     |
| 18 maggio 2004 | Lione                | Francia      | Halle Tony Garnier                        | 15.795 / 16.200                           | $668.957     |
| 19 maggio 2004 | Assago               | Italia       | FilaForum                                 | 9.548 / 9.548                             | $402.100     |
| 20 maggio 2004 | Zurigo               | Svizzera     | Hallenstadion                             | 13.000 / 13.000                           | $619.743     |
| 22 maggio 2004 | Vienna               | Austria      | Wiener Stadthalle                         | 9.512 / 10.000                            | $528.476     |
| 23 maggio 2004 | Budapest             | Ungheria     | Budapest Sports Arena                     | 11.649 / 12.000                           | $708.739     |
| 25 maggio 2004 | Monaco di Baviera    | Germania     | Olympiahalle                              | 8.832 / 9.500                             | $456.443     |
| 28 maggio 2004 | Oberhausen           | Germania     | König Pilsener Arena                      | 9.284 / 10.000                            | $470.806     |
| 29 maggio 2004 | Gand                 | Belgio       | Flanders Expo                             | 12.515 / 12.515                           | $585.927     |
| 30 maggio 2004 | Parigi               | Francia      | Palazzo dello Sport di Parigi-Bercy       | 16.448 / 16.500                           | $803.558     |
| 1º giugno 2004 | Belfast              | Regno Unito  | Odyssey Arena                             | 9.523 / 10.000                            | $750.832     |
| 2 giugno 2004  | Dublino              | Irlanda      | Point Theatre                             | 16.461 / 16.461                           | $880.504     |
| 3 giugno 2004  | Dublino              | Irlanda      | Point Theatre                             | 16.461 / 16.461                           | $880.504     |
| 5 giugno 2004  | Lisbona              | Portogallo   | Parque da Bela Vista                      | N.D.                                      | N.D.         |
| 6 giugno 2004  | Dublino              | Irlanda      | RDS Arena                                 | 25.367 / 27.500                           | $1.359.648   |
| Totale         | Totale               | Totale       | Totale                                    | 616.887 / 635.453 (97%)                   | $35.321.110  |

### Cancellazioni
| Data           | Città            | Stato        | Luogo                                 | Causa                    |
| Nord America   | Nord America     | Nord America | Nord America                          | Nord America             |
| -------------- | ---------------- | ------------ | ------------------------------------- | ------------------------ |
| 19 marzo 2004  | Rosemont         | Stati Uniti  | Allstate Arena                        | Ferita al ginocchio      |
| 21 marzo 2004  | Auburn Hills     | Stati Uniti  | The Palace of Auburn Hills            | Ferita al ginocchio      |
| 1º aprile 2004 | Cleveland        | Stati Uniti  | Gund Arena                            | Influenza della cantante |
| 26 maggio 2004 | Riesa            | Germania     | Erdgas Arena                          | Problemi tecnici         |
| 22 giugno 2004 | Hartford         | Stati Uniti  | ctnow.com Meadows Music Theatre       | Ferita al ginocchio      |
| 23 giugno 2004 | Mansfield        | Stati Uniti  | Tweeter Center                        | Ferita al ginocchio      |
| 25 giugno 2004 | Scranton         | Stati Uniti  | Ford Pavilion                         | Ferita al ginocchio      |
| 26 giugno 2004 | Darien           | Stati Uniti  | Darien Lake Performing Arts Center    | Ferita al ginocchio      |
| 27 giugno 2004 | Toronto          | Canada       | Molson Canadian Amphitheatre          | Ferita al ginocchio      |
| 29 giugno 2004 | Cleveland        | Stati Uniti  | Gund Arena                            | Ferita al ginocchio      |
| 30 giugno 2004 | Noblesville      | Stati Uniti  | Verizon Wireless Music Center         | Ferita al ginocchio      |
| 1º luglio 2004 | Milwaukee        | Stati Uniti  | Marcus Amphitheater                   | Ferita al ginocchio      |
| 3 luglio 2004  | Columbus         | Stati Uniti  | Germain Amphitheater                  | Ferita al ginocchio      |
| 4 luglio 2004  | Hershey          | Stati Uniti  | Hersheypark Stadium                   | Ferita al ginocchio      |
| 8 luglio 2004  | Wantagh          | Stati Uniti  | Tommy Hilfiger at Jones Beach Theater | Ferita al ginocchio      |
| 9 luglio 2004  | Wantagh          | Stati Uniti  | Tommy Hilfiger at Jones Beach Theater | Ferita al ginocchio      |
| 10 luglio 2004 | Bristow          | Stati Uniti  | Nissan Pavilion                       | Ferita al ginocchio      |
| 12 luglio 2004 | Camden           | Stati Uniti  | Tweeter Center                        | Ferita al ginocchio      |
| 13 luglio 2004 | Holmdel          | Stati Uniti  | PNC Bank Arts Center                  | Ferita al ginocchio      |
| 14 luglio 2004 | Burgettstown     | Stati Uniti  | Post-Gazette Pavilion                 | Ferita al ginocchio      |
| 16 luglio 2004 | Minneapolis      | Stati Uniti  | Target Center                         | Ferita al ginocchio      |
| 17 luglio 2004 | Tinley Park      | Stati Uniti  | Tweeter Center                        | Ferita al ginocchio      |
| 19 luglio 2004 | Maryland Heights | Stati Uniti  | UMB Bank Pavilion                     | Ferita al ginocchio      |
| 20 luglio 2004 | Nashville        | Stati Uniti  | Starwood Amphitheatre                 | Ferita al ginocchio      |
| 21 luglio 2004 | Atlanta          | Stati Uniti  | HiFi Buys Amphitheatre                | Ferita al ginocchio      |
| 23 luglio 2004 | Atlantic City    | Stati Uniti  | Borgata Event Center                  | Ferita al ginocchio      |
| 24 luglio 2004 | Virginia Beach   | Stati Uniti  | GTE Virginia Beach Amphitheater       | Ferita al ginocchio      |
| 25 luglio 2004 | Greensboro       | Stati Uniti  | Greensboro Coliseum                   | Ferita al ginocchio      |
| 28 luglio 2004 | Tampa            | Stati Uniti  | Ford Amphitheatre                     | Ferita al ginocchio      |
| 30 luglio 2004 | New Orleans      | Stati Uniti  | New Orleans Arena                     | Ferita al ginocchio      |
| 31 luglio 2004 | The Woodlands    | Stati Uniti  | Cynthia Woods Mitchell Pavilion       | Ferita al ginocchio      |
| 2 agosto 2004  | Dallas           | Stati Uniti  | Smirnoff Music Centre                 | Ferita al ginocchio      |
| 3 agosto 2004  | Selma            | Stati Uniti  | Verizon Wireless Amphitheater         | Ferita al ginocchio      |
| 5 agosto 2004  | Albuquerque      | Stati Uniti  | ABQ Journal Pavilion                  | Ferita al ginocchio      |
| 7 agosto 2004  | Irvine           | Stati Uniti  | Verizon Wireless Amphitheatre         | Ferita al ginocchio      |
| 8 agosto 2004  | Concord          | Stati Uniti  | Concord Pavilion                      | Ferita al ginocchio      |
| 10 agosto 2004 | Wheatland        | Stati Uniti  | Sleep Train Amphitheatre              | Ferita al ginocchio      |
| 11 agosto 2004 | Mountain View    | Stati Uniti  | Shoreline Amphitheatre                | Ferita al ginocchio      |
| 13 agosto 2004 | Chula Vista      | Stati Uniti  | Coors Amphitheatre                    | Ferita al ginocchio      |
| 14 agosto 2004 | Las Vegas        | Stati Uniti  | MGM Grand Garden Arena                | Ferita al ginocchio      |
| 15 agosto 2004 | Bakersfield      | Stati Uniti  | Bakersfield Centennial Garden         | Ferita al ginocchio      |